# Veronika Petrovna Kruglova
Veronika Petrovna Kruglova (tiếng Nga: Вероника Петровна Круглова, sinh ngày 23 tháng 2 năm 1940, Stalingrad, Liên Xô) là một ca sĩ nhạc đại chúng Liên Xô, nổi tiếng trong thập niên 1960 và 1970. Bà từng là bạn đời của ca sĩ Iosif Kobzon và Vadim Mulerman. Hiện bà đang sống tại Mỹ.

## Tiểu sử
Trong thời kỳ Thế chiến II, bà cùng gia đình sơ tán khỏi thành phố Stalingrad, chuyển đến gần Ufa. Quân đội Đức Quốc xã ném bom đoàn tàu của dân tản cư và chỉ có toa tàu chở nhà Kruglov là thoát nạn. Sau chiến tranh, gia đình bà chuyển đến Saratov. Tốt nghiệp trung học, Veronika ghi danh tại Nhà hát Tuổi trẻ Saratov nhưng chưa tốt nghiệp mà đã đi hát. Bà chuyển đến Leningrad, và với sự giúp đỡ của nhạc sĩ nhạc jazz nổi tiếng David Goloshchekin, bà đã giành chiến thắng trong một cuộc thi nghệ thuật chính quy. Bà biểu diễn cùng dàn nhạc của Pavel Rudakov trong hai năm, sau đó nhận được lời mời từ Oleg Lundstrem và chuyển sang dàn nhạc của ông nhưng chỉ gắn bó bốn tháng. Năm 1964, bà tham gia chương trình Tia sáng xanh. Có một quãng thời gian bà đã song hành cùng Iosif Kobzon, nhưng rồi hai người chia tay và bà cũng sớm đến với một nghệ sĩ khác không kém phần nổi tiếng thập niên 1960 là Vadim Mulerman. Cặp đôi không chỉ hát mà còn diễn kịch, nỗ lực tạo dựng một sân khấu nhỏ.
Veronika Kruglova hiện sinh sống tại thành phố San Francisco, California, Mỹ, đôi khi vẫn đi hát tình ca.